# Bradbury (Kalifornien)
Bradbury ist eine kleine, wohlhabende Stadt im Los Angeles County des US-Bundesstaats Kalifornien.
Das U.S. Census Bureau hat bei der Volkszählung 2020 eine Einwohnerzahl von 921 ermittelt.

## Geographie
Bradbury befindet sich im Vorland der San Gabriel Mountains, das Stadtgebiet hat eine Größe von 5,1 km². Im Westen grenzt die Stadt an Monrovia und im Süden und Osten an Duarte.
Nach der Volkszählung 2010 hatte Bradbury 1048 Einwohner, während es 2000 nur 855 waren. Die Stadt ist in drei Gebiete getrennt, von denen zwei geschlossene Wohnkomplexe sind.

## Persönlichkeiten
- Peter Popoff (* 1946), Fernsehprediger
- Mickey Thompson (1928–1988), Rennfahrer